# Brooklyn Nets 2019-2020
La stagione 2019-2020 dei Brooklyn Nets è stata la 53ª stagione della franchigia nella NBA.

## Maglie
Lo Sponsor tecnico, come per tutte le squadre NBA, è Nike, mentre Infor è l'unico sponsor sulla canotta. 
| Bianca | Nera | Grigia | City edition |

## Draft
| Giro | Scelta | Giocatore           | Ruolo | Nazionalità             | Università/Squadra  |
| ---- | ------ | ------------------- | ----- | ----------------------- | ------------------- |
| 1    | 17     | N. Alexander-Walker | G     | Canada                  | Virg. Tech Hokies   |
| 1    | 27     | Mfiondu Kabengele   | AG    | Canada                  | Fl. State Seminoles |
| 2    | 31     | Nicolas Claxton     | AG/C  | Isole Vergini Americane | Georgia Bulldogs    |

## Roster
| \| Pos. \| Num. \| Naz. \| Nome \| Altezza \| Peso \| Data nascita \| Provenienza \| \| ---- \| ---- \| ---- \| ------------------------ \| ------- \| ------ \| ------------ \| --------------------- \| \| C \| 31 \| \| Allen, Jarrett \| 211 cm \| 106 kg \| 21-04-1998 \| Texas \| \| G/AP \| 33 \| \| Crabbe, Allen \| 198 cm \| 98 kg \| 09-04-1992 \| UC Berkeley \| \| G/AP \| 55 \| \| Creek, Mitch \| 196 cm \| 98 kg \| 27-04-1992 \| Australia \| \| A/C \| 17 \| \| Davis, Ed \| 208 cm \| 111 kg \| 05-06-1989 \| North Carolina \| \| P \| 8 \| \| Dinwiddie, Spencer \| 198 cm \| 91 kg \| 06-04-1993 \| Colorado \| \| A \| 6 \| \| Dudley, Jared \| 201 cm \| 109 kg \| 10-07-1985 \| Boston College \| \| G/AP \| 21 \| \| Graham, Treveon \| 196 cm \| 99 kg \| 28-10-1993 \| Virginia Commonwealth \| \| G \| 12 \| \| Harris, Joe \| 198 cm \| 99 kg \| 07-09-1991 \| Virginia \| \| A \| 24 \| \| Hollis-Jefferson, Rondae \| 201 cm \| 97 kg \| 03-01-1995 \| Arizona \| \| AP \| 00 \| \| Kurucs, Rodions \| 206 cm \| 100 kg \| 05-02-1998 \| Lettonia \| \| G/AP \| 22 \| \| LeVert, Caris \| 201 cm \| 92 kg \| 25-08-1994 \| Michigan \| \| G \| -- \| \| McLaughlin, Jordan \| 185 cm \| 84 kg \| 09-04-1996 \| Southern California \| \| G/AP \| 30 \| \| Musa, Džanan \| 205 cm \| 85 kg \| 08-05-1999 \| Bosnia ed Erzegovina \| \| G \| 13 \| \| Napier, Shabazz \| 185 cm \| 79 kg \| 14-07-1991 \| [[]] \| \| G \| 10 \| \| Pinson, Theo \| 201 cm \| 96 kg \| 05-11-1995 \| [[]] \| \| P \| 11 \| \| Irving, Kyrie \| 191 cm \| 88 kg \| 23-03-1992 \| Duke \| \| AP \| 7 \| \| Durant, Kevin \| 211 cm \| 109 kg \| 29-09-1988 \| Texas \| \| C \| ?? \| \| Jordan, DeAndre \| 211 cm \| 120 kg \| 21-07-1988 \| Texas A&M \| | Allenatore - Kenny Atkinson Assistente/i - Bret Brielmaier - Chris Fleming - Pablo Prigioni - Jacque Vaughn - Travon Bryant - Adam Harrington Legenda - (C) Capitano - (FA) Free agent - (S) Sospeso - (TW) Contratto Two-way - (GL) Assegnato a squadra G League affiliata - (SD) Scelto al Draft - Infortunato Roster • Transazioni · Ultima transazione: 9 settembre 2020 |                                 |                          |         |        |              |                       |
| Pos. | Num. | Naz.                            | Nome                     | Altezza | Peso   | Data nascita | Provenienza           |
| C | 31 | Stati Uniti (bandiera)          | Allen, Jarrett           | 211 cm  | 106 kg | 21-04-1998   | Texas                 |
| G/AP | 33 | Stati Uniti (bandiera)          | Crabbe, Allen            | 198 cm  | 98 kg  | 09-04-1992   | UC Berkeley           |
| G/AP | 55 | Australia (bandiera)            | Creek, Mitch             | 196 cm  | 98 kg  | 27-04-1992   | Australia             |
| A/C | 17 | Stati Uniti (bandiera)          | Davis, Ed                | 208 cm  | 111 kg | 05-06-1989   | North Carolina        |
| P | 8 | Stati Uniti (bandiera)          | Dinwiddie, Spencer       | 198 cm  | 91 kg  | 06-04-1993   | Colorado              |
| A | 6 | Stati Uniti (bandiera)          | Dudley, Jared            | 201 cm  | 109 kg | 10-07-1985   | Boston College        |
| G/AP | 21 | Stati Uniti (bandiera)          | Graham, Treveon          | 196 cm  | 99 kg  | 28-10-1993   | Virginia Commonwealth |
| G | 12 | Stati Uniti (bandiera)          | Harris, Joe              | 198 cm  | 99 kg  | 07-09-1991   | Virginia              |
| A | 24 | Stati Uniti (bandiera)          | Hollis-Jefferson, Rondae | 201 cm  | 97 kg  | 03-01-1995   | Arizona               |
| AP | 00 | Lettonia (bandiera)             | Kurucs, Rodions          | 206 cm  | 100 kg | 05-02-1998   | Lettonia              |
| G/AP | 22 | Stati Uniti (bandiera)          | LeVert, Caris            | 201 cm  | 92 kg  | 25-08-1994   | Michigan              |
| G | -- | Stati Uniti (bandiera)          | McLaughlin, Jordan       | 185 cm  | 84 kg  | 09-04-1996   | Southern California   |
| G/AP | 30 | Bosnia ed Erzegovina (bandiera) | Musa, Džanan             | 205 cm  | 85 kg  | 08-05-1999   | Bosnia ed Erzegovina  |
| G | 13 | Stati Uniti (bandiera)          | Napier, Shabazz          | 185 cm  | 79 kg  | 14-07-1991   | [[]]                  |
| G | 10 | Stati Uniti (bandiera)          | Pinson, Theo             | 201 cm  | 96 kg  | 05-11-1995   | [[]]                  |
| P | 11 | Stati Uniti (bandiera)          | Irving, Kyrie            | 191 cm  | 88 kg  | 23-03-1992   | Duke                  |
| AP | 7 | Stati Uniti (bandiera)          | Durant, Kevin            | 211 cm  | 109 kg | 29-09-1988   | Texas                 |
| C | ?? | Stati Uniti (bandiera)          | Jordan, DeAndre          | 211 cm  | 120 kg | 21-07-1988   | Texas A&M             |

## Classifiche

### Central Division
| Atlantic Division      | Atlantic Division | Atlantic Division | Atlantic Division | Atlantic Division | Atlantic Division | Atlantic Division | Atlantic Division | Atlantic Division |
| Squadra                | V                 | S                 | V%                | PR                | Casa              | Trasf             | Div               | PG                |
| ---------------------- | ----------------- | ----------------- | ----------------- | ----------------- | ----------------- | ----------------- | ----------------- | ----------------- |
| y - Toronto Raptors    | 53                | 19                | .736              | 2,5               | 26–10             | 27–9              | 9–5               | 72                |
| x - Boston Celtics     | 48                | 24                | .667              | 7,5               | 26–10             | 22–14             | 9–6               | 72                |
| x - Philadelphia 76ers | 43                | 30                | .589              | 13,0              | 31–4              | 12–26             | 11–5              | 73                |
| x - Brooklyn Nets      | 35                | 37                | .486              | 20,5              | 20–16             | 15–21             | 6–10              | 72                |
| N.Y. Knicks            | 21                | 45                | .318              | 31,5              | 11–22             | 10–23             | 2–11              | 66                |

### Eastern Conference
| Eastern Conference | Eastern Conference     | Eastern Conference | Eastern Conference | Eastern Conference | Eastern Conference | Eastern Conference |
| #                  | Squadra                | V                  | S                  | V%                 | PR                 | PG                 |
| ------------------ | ---------------------- | ------------------ | ------------------ | ------------------ | ------------------ | ------------------ |
| 1                  | z - Milwaukee Bucks *  | 56                 | 17                 | .767               | –                  | 73                 |
| 2                  | y - Toronto Raptors *  | 53                 | 19                 | .736               | 2,5                | 72                 |
| 3                  | x - Boston Celtics     | 48                 | 24                 | .667               | 7,5                | 72                 |
| 4                  | x - Indiana Pacers     | 45                 | 28                 | .616               | 11,0               | 73                 |
| 5                  | y - Miami Heat *       | 44                 | 29                 | .603               | 12,0               | 73                 |
| 6                  | x - Philadelphia 76ers | 43                 | 30                 | .589               | 13,0               | 73                 |
| 7                  | x - Brooklyn Nets      | 35                 | 37                 | .486               | 20,5               | 72                 |
| 8                  | x - Orlando Magic      | 33                 | 40                 | .452               | 23,0               | 73                 |
|                    |                        |                    |                    |                    |                    |                    |
| 9                  | Wash. Wizards          | 25                 | 47                 | .347               | 30,5               | 72                 |
| 10                 | Charlotte Hornets      | 23                 | 42                 | .354               | 29,0               | 65                 |
| 11                 | Chicago Bulls          | 22                 | 43                 | .338               | 30,0               | 65                 |
| 12                 | N.Y. Knicks            | 21                 | 45                 | .318               | 31,5               | 66                 |
| 13                 | Detroit Pistons        | 20                 | 46                 | .303               | 32,5               | 66                 |
| 14                 | Atlanta Hawks          | 20                 | 47                 | .299               | 33,0               | 67                 |
| 15                 | Cleveland Cavaliers    | 19                 | 46                 | .292               | 33,0               | 65                 |

## Mercato

### Scambi
| 20 giugno 2019 | Brooklyn NetsDraft rights per Jaylen Hands Scelta 1º giro 2020 | L.A. ClippersDraft rights per Mfiondu Kabengele                                         |
| 6 luglio 2019  | Brooklyn NetsTaurean Prince Scelta 2º giro 2021                | Atlanta HawksAllen Crabbe Draft rights per Nickeil Alexander-Walker Scelta 1º giro 2020 |
| 6 luglio 2019  | Brooklyn Nets Draft rights per Nemanja Dangubić                | San Antonio SpursDeMarre Carroll                                                        |
| 6 luglio 2019  | Brooklyn NetsDraft rights per Aaron White                      | Wash. Wizards—                                                                          |
| 7 luglio 2019  | Brooklyn NetsKevin Durant (sign and trade) Scelta 1º giro 2020 | G.S. WarriorsTreveon Graham Shabazz Napier D'Angelo Russell (sign and trade)            |

### Prolungamenti contrattuali
| Data     | Giocatore   | Contratto          |
| -------- | ----------- | ------------------ |
| 08/07/19 | Theo Pinson | 1445697 $ - 1 anno |

### Arrivi

#### Draft
| Data     | Giocatore       | Contratto                 | Provenienza      |
| -------- | --------------- | ------------------------- | ---------------- |
| 07/07/19 | Nicolas Claxton | Rookie 4198912 $ - 3 anni | Georgia Bulldogs |

#### Free Agent
| Data     | Giocatore       | Contratto            | Provenienza         |
| -------- | --------------- | -------------------- | ------------------- |
| 06/07/19 | Kyrie Irving    | 140490600 $ - 4 anni | Boston Celtics      |
| 07/07/19 | DeAndre Jordan  | 39960716 $ - 4 anni  | N.Y. Knicks         |
| 08/07/19 | Garrett Temple  | 9772350 $ - 2 anni   | L.A. Clippers       |
| 08/07/19 | Wilson Chandler | 2564753 $ - 1 anno   | L.A. Clippers       |
| 17/07/19 | David Nwaba     | 3502857 $ - 2 anni   | Cleveland Cavaliers |

#### Two Way Contract
| Data     | Giocatore      | Provenienza |
| -------- | -------------- | ----------- |
| 15/07/19 | Henry Ellenson | N.Y. Knicks |

### Cessioni

#### Free Agent
| Data     | Giocatore               | Motivo     | Nuova squadra   |
| -------- | ----------------------- | ---------- | --------------- |
| 01/07/19 | Ed Davis                | Rilasciato | Utah Jazz       |
| 01/07/19 | Jared Dudley            | Rilasciato | L.A. Lakers     |
| 01/07/19 | Rondae Hollis-Jefferson | Rilasciato | Toronto Raptors |